# ویندوز سرور
ویندوز سرور (به انگلیسی: Windows Server) یک نام تجاری برای سیستم‌عامل‌های سرور منتشر شده توسط شرکت مایکروسافت. این ویندوز امکاناتی را برای مدیریت سرورها فراهم می‌کند و بر روی سرورها نصب می‌شود. این نام تجاری شامل همه سیستم عامل‌های ویندوز با نام تجاری «ویندوز سرور» می‌باشد، ولی سایر محصولات مایکروسافت را شامل نمی‌شود. اولین ویرایش ویندوز سرور منتشر شده با این نام تجاری، ویندوز سرور ۲۰۰۳ بود. با این وجود، اولین ویرایش سرور ویندوز، Windows NT 3.1 Server Advanced بود که بعد از آن Windows NT 3. 5 Server Windows NT 4 Server و ویندوز ۲۰۰۰ سرور ارائه شدند. ویندوز ۲۰۰۰ سرور اولین نسخه ویندوز سرور بود که به طور رسمی به عنوان ویندوز سرور معرفی شد.
علاوه بر مشخصات رایج و پرکاربرد امروزی، شامل اکتیو دایرکتوری، DNS سرور، DHCP سرور و Group Policy نیز بود.

## کانال خدمات بلند مدت (Long Term Servicing Channel (LTSC))
نسخه‌های سیستم عامل ویندوز سرور ارائه شده با کانال خدمات بلند مدت (LTSC)، به مدت ۱۰ سال توسط مایکروسافت پشتیبانی می‌شود که ۵ سال آن پشتیبانی کامل و همه‌جانبه (mainstream) و ۵ سال دیگر پشتیبانی تمدید شده (extended) می‌باشد. این نسخه‌ها همچنین یک رابط کاربری گرافیکی برای دسکتاپ را و نیز ستاپ بدون رابط کاربری گرافیکی ارائه می‌دهند. مانند سرور کور (Core) و نانو سرور؛ (برای نسخه‌هایی که از آن‌ها پشتیبانی می‌کنند)
این کانال (LTSC) شامل سیستم‌های عامل زیر می‌شود:

### ویندوز سرور ۲۰۰۳(آوریل ۲۰۰۳)
ویندوز سرور ۲۰۰۳، نسخه تکمیل شده ویندوز ۲۰۰۰ سرور است و سازگاری و سایر ویژگی‌های ویندوز XP را در خود دارد. برخلاف ویندوز ۲۰۰۰ سرور، در نصب پیش فرض ویندوز سرور ۲۰۰۳، به منظور کاهش سطح حمله (attack surface)، هیچ‌کدام از اجزای سرور فعال نیستند. ویندوز سرور ۲۰۰۳ دارای «حالت سازگاری» می‌باشد، که این قابلیت به نرم‌افزارهای قدیمی تر اجازه می‌دهد که با پایداری بیشتری اجرا شوند و همچنین سازگاری آن با شبکه‌های دامین ویندوز NT 4.0 بیشتر است. ویندوز سرور ۲۰۰۳ دارای سازگاری بهتر با اکتیو دایرکتوری بوده و پشتیبانی توسعه بهتری ارائه می‌دهد و این امر گذار از ویندوز NT 4.0 به ویندوز سرور ۲۰۰۳ و ویندوز XP پرو را آسان می‌کند.
در ویندوز سرور ۲۰۰۳ تغییرات زیادی در بسیاری از خدمات ایجاد شد. از جمله آن‌ها وب سرور IIS، که تقریباً برای افزایش امنیت و عملکرد بهتر دوباره بازنویسی شد، سیستم فایل توزیع شده (که در حال حاضر هاستینگ چندین روت DFS را بر روی یک سرور پشتیبانی می‌کند)، ترمینال سرور، اکتیو دایرکتوری، پرینت سرور و تعداد دیگری از خدمات می‌باشند. همچنین ویندوز سرور ۲۰۰۳ اولین سیستم عاملی بود که توسط شرکت مایکروسافت، بعد از اعلام ابتکار محاسباتی قابل اطمینان (TwC)، عرضه می‌شد و بنابراین تغیرات بسیاری در پیش فرض‌های امنیتی و سایر بخش‌ها را شامل می‌شد.
در ادامه، در طی مراحل مختلف توسعه، نام محصول چندین بار تغییر کرد. زمانی که برای اولین بار در سال ۲۰۰۰ اعلام شد، به اسم ویستلر سرور شناخته می‌شد که در واقع اسم کد این محصول بود. برای مدت کوتاهی در میانه سال ۲۰۰۱ با نام ویندوز سرور ۲۰۰۲ و سپس ویندوز سرور دات نت (.NET) و ویندوز سرور دات نت ۲۰۰۳ شناخته شد. بعد از تصمیم مایکروسافت، مبنی بر تمرکز بر نام تجاری دات نت (.NET) در دات نت فریم ورک، این سیستم عامل سرانجام با نام ویندوز سرور ۲۰۰۳ عرضه شد.

### ویندوز سرور 2003 R2 (دسامبر ۲۰۰۵)
ویندوز سرور 2003 R2 نام یک محصول مکمل از شرکت مایکروسافت است. این محصول شامل یک کپی از ویندوز سرور 2003 SP1 بر روی یک CD و دسته ای از ویژگی‌ها با قابلیت نصب انتخابی (یادآور مایکروسافت پلاس)، بر روی CD دیگر می‌باشد. این محصول در تاریخ ۶ دسامبر ۲۰۰۵، برای پلتفرم‌های IA-32 و x64 ارائه شد ولی شامل پلتفرم IA-64 نمی‌شد. پس از این محصول، ویندوز سرور ۲۰۰۸ معرفی شد.
ویژگی‌های جدید ویندوز سرور 2003 R2 شامل موارد زیر می‌باشند:
- دات نت فریم ورک ۲٫۰
- (Active Directory Federation Services (AD FS یک سرویس مبتنی بر استانداردها است که امکان اشتراک گذاری امن اطلاعات هویت بین شرکای تجاری قابل اعتماد (که به عنوان یک فدراسیون شناخته می‌شود) را در سراسر یک شبکه خارجی فراهم می‌کند)
- کنسول مدیریت مایکروسافت ورژن ۳٫۰ که شامل چندین ابزار یا snap-ins جدید می‌باشد از جمله:
  - کنسول مدیریت پرینت، برای مدیریت پرینت سرورها
  - مدیریت منابع فایل سرور، برای مدیریت محدودیت‌های موجود برای دیسک در فایل سرورها
  - مدیریت فضای ذخیره‌سازی SAN (شبکه ذخیره‌سازی)ها، برای مدیریت (LUN (Logical unit numberها
- ورژن جدیدی از سیستم فایل توزیع شده که شامل تکنولوژی “فشرده سازی مقایسه ای از راه دور(Remote Differential Compression)” می‌باشد .(فشرده سازی مقایسه ای از راه دور (RDC) یک الگوریتم همگام سازی سرویس گیرنده از سرور است که اجازه می‌دهد محتویات دو فایل تنها با ایجاد ارتباط بین تفاوت‌های آن‌ها همگام شود)
- Microsoft Virtual Machine 2005، یک هایپروایزر (ناظر ماشین مجازی) و نسخه اولیه Hyper-V
- سرویس‌های ویندوز برای UNIX.

### ویندوز سرور ۲۰۰۸(فوریه ۲۰۰۸)
ویندوز سرور ۲۰۰۸، دومین عضو مهم از خانواده ویندوز سرور برای کامپیوترهای سرور است. ویندوز سرور ۲۰۰۸ در ۴ فوریه ۲۰۰۸ برای تولیدکنندگان و در ۲۷ فوریه ۲۰۰۸ برای عموم عرضه شد. این سیستم عامل، جانشینی برای ویندوز سرور ۲۰۰۳ است.
این ویندوز سرور در ابتدا با اسم کد “Longhorn” شناخته می‌شد و نام رسمی آن یعنی ویندوز سرور ۲۰۰۸، توسط بیل گیتس به عنوان رئیس مایکروسافت، در طی کنفرانس مهندسی سخت‌افزار ویندوز (WinHEC) در ۱۶ می ۲۰۰۷ به آن داده شد.
کدهای مبنای مورد استفاده در ساخت ویندوز سرور ۲۰۰۸ مشابه کدهای ویندوز ویستا می‌باشند بنابراین معماری و عملکرد این دو ویندوز بسیار مشابه است. از آن جا که کدهای مبنای ویندوز سرور ۲۰۰۸ و ویندوز ویستا مشترک هستند، اکثر ویژگی‌های تکنیکی، امنیتی، مدیریتی و اجرایی جدید در ویندوز ویستا در ویندوز سرور ۲۰۰۸ نیز وجود دارد. از جمله این ویژگی‌های جدید می‌توان از بازنویسی شبکه (IPv6 محلی، شبکه بی‌سیم محلی، بهبود سرعت و امنیت)، بهبود نصب گرافیکی، توسعه پذیری و بازیابی، تشخیص خطای بهبود یافته، مانیتورینگ، ابزار ثبت و گزارش رخدادها، ویژگی‌های امنیتی جدید مانند BitLocker و ASLR) (Address space layout randomization، بهبود Windows Firewall با ساختار امنیتی پیش فرض، تکنولوژی‌های دات نت فریم ورک ۳٫۰ مخصوص زیرساخت ارتباطی ویندوز، Microsoft Message Queuing, Windows Workflow Foundation، هسته درونی، حافظه و بهبود در فایل سیستم، نام برد. پردازنده‌ها و حافظه‌ها به شکل Plug & Play (یعنی بعد از اولین اتصال به کامپیوتر به‌طور خودکار شناسایی می‌شوند) طراحی شده‌اند و به این ترتیب امکان اتصال گرم (Hot-plugging) برای این وسایل فراهم می‌باشد (اتصال گرم به این معناست که برای اتصال این وسایل به کامپیوتر نیاز به خاموش کردن کامپیوتر نیست). این موضوع به منابع سیستم اجازه می‌دهد که با استفاده از «پارتیشن‌بندی سخت‌افزاری داینامیک» (Dynamic Hardware Partitioning) به شکل داینامیک و پویا پارتیشن‌بندی شوند به نحوی که هر پارتیشن دارای حافظه، پردازنده و دستگاه‌های هاست بریج ورودی/خروجی مختص به خود و مستقل از پارتیشن‌های دیگر است.

### ویندوز سرور 2008 R2 (ژوئیه ۲۰۰۹)
ویندوز سرور Windows Server 2008 R2 در ۲۲ ژوئیه ۲۰۰۹ به تولیدکنندگان عرضه شد و در ۲۲ اکتبر ۲۰۰۹ در دسترس عموم قرار گرفت. بر طبق نوشته وبلاگ ویندوز سرور، این ویندوز سرور در ۱۴ سپتامبر ۲۰۰۹ برای فروش عرضه شد.
هسته ویندوز سرور Windows Server 2008 R2 مشابه هسته ویندوز ۷ (برای کلاینت‌ها)، می‌باشد. این ویندوز سرور Windows Server 2008 R2، اولین سیستم عاملی است که توسط مایکروسافت انحصارا ۶۴ بیتی عرضه شده‌است. ویژگی‌های بهبود یافته در این ویندوز شامل قابلیت‌های جدید برای اکتیو دایرکتوری، ویژگی‌های مدیریتی و مجازی سازی جدید، ورژن ۷٫۵ سرویس‌های اطلاعات اینترنت (IIS)، وب سرور و پشتیبانی از حداکثر ۲۵۶ پردازنده منطقی می‌باشند.
ویندوز سرور Windows Server 2008 R2 دارای هفت ویرایش Foundation, Standard, Enterprise, Datacenter, Web, HPC Server, Itanium و ویندوز Windows Server 2008 R2 نسخه Storage Server است.

### ویندوز سرور ۲۰۱۲(اوت ۲۰۱۲)
ویندوز سرور ۲۰۱۲، با اسم کد “ویندوز سرور ۸ “، ششمین نسخه از ویندوز سرور است. این ویندوز، نسخه سرور از ویندوز ۸ بوده و در ادامه ویندوز سرور 2008 R2 عرضه شده‌است. در طی توسعه این ویندوز سرور، دو نسخه پیش ارائه شد؛ نسخه پیش نمایش توسعه دهنده و دیگری نسخه بتا از این ویندوز سرور. این نرم‌افزار در تاریخ ۴ سپتامبر ۲۰۱۲ به‌طور عمومی در دسترس مشتریان قرار گرفت.
بر خلاف نسخه‌های پیشین خود، ویندوز سرور ۲۰۱۲ کامپیوترهای مبتنی بر Itanium را پشتیبانی نمی‌کند و دارای چهار ویرایش می‌باشد. برخی ویژگی‌ها در ویندوز سرور ۲۰۱۲ وجود دارند که در ویندوز سرور 2008 R2 موجود نبودند و همچنین برخی از ویژگی‌های آن نیز نسبت به ویندوز سرور 2008 R2 بهبود یافته‌اند (بخصوص در رابطه با رایانش ابری). از جمله این ویژگی‌ها می‌توان نسخه به روز رسانی شده Hyper-V، نقش مدیریت IP آدرس (IPAM)، نسخه جدید Task Manager ویندوز و ReFS که یک فایل سیستم جدید است، را نام برد.
ویندوز سرور ۲۰۱۲، به رغم داشتن رابط کاربری مشابه با ویندوز ۸، که مبتنی بر Metro و بسیار بحث‌برانگیز بوده، نظرات مثبتی را به سمت خود جلب نمود.

### ویندوز سرور 2012 R2 (اکتبر ۲۰۱۳)
ویندوز سرور 2102 R2 در ادامه ویندوز سرور ۲۰۱۲ و همزمان با ویندوز ۸٫۱ در ۱۸ اکتبر ۲۰۱۳ ارائه شد. این ویندوز برای اولین بار در ۳ ژوئن ۲۰۱۳ در کنفرانس TechEd آمریکای شمالی رونمایی شد. بر طبق برگه اطلاعات ویندوز سرور 2012 R2 (منتشر شده در تاریخ ۳۱ می ۲۰۱۳)، چهار ویرایش از این سیستم عامل وجود دارد: Foundation, Essentials, Standard و Datacenter. همان‌طور که در مورد ویندوز سرور ۲۰۱۲ صادق است، ویرایش‌های Datacenter و Standard از لحاظ مشخصات شبیه هستند و فقط از نظر لایسنس (بخصوص لایسنس مربوط به نمونه‌های مجازی) متفاوت می‌باشند. ویژگی‌های ویرایش Essentials، با در نظر گرفتن یک سری محدودیت‌ها، مشابه با Datacenter و Standard می‌باشد.
به روز رسانی ویندوز سرور 2012 R2 در آوریل سال ۲۰۱۴ ارائه شد که مجموعه ای از به روز رسانی‌های امنیتی و به روز رسانی‌های بسیار مهم را شامل می‌شد.

### ویندوز سرور ۲۰۱۶(سپتامبر ۲۰۱۶)
ویندوز سرور ۲۰۱۶ یک سیستم عامل سرور می‌باشد که به عنوان عضوی از خانواده ویندوزهای NT سیستم‌های عامل، توسط مایکروسافت و به‌طور همزمان با ویندوز ۱۰، توسعه داده شد. اولین نسخه پیش نمایش آن (Technical Preview)، به‌طور همزمان با اولین پیش نمایش تکنیکال سیستم سنتر، در ۱ اکتبر ۲۰۱۴ در دسترس قرار گرفت. ویندوز سرور ۲۰۱۶، در ۲۶ سپتامبر ۲۰۱۶ در کنفرانس Ignite مایکروسافت ارائه شد و در تاریخ ۱۲ اکتبر ۲۰۱۶ در دسترس عموم قرار گرفت. بیشتر بخوانید.
اسکرین شات محیط کاربری ویندوز سرور ۲۰۱۶

### ویندوز سرور ۲۰۱۹
ویندوز سرور ۲۰۱۹ در ۲۰ مارس ۲۰۱۸ به‌طور رسمی اعلام شد و اولین پیش نمایش ویندوز اینسایدر در همان تاریخ ارائه شد. ویندوز سرور ۲۰۱۹ در ۲ اکتبر۲۰۱۸ منتشرشد

### ویندوز سرور ۲۰۲۲
ویندوز سرور ۲۰۲۲ درچند ماه قبل از انتشار به‌طور رسمی اعلام شد و اولین پیش نمایش ویندوز اینسایدر در همان تاریخ ارائه شد. ویندوز سرور ۲۰۲۲ در ۱۸ اوت ۲۰۲۱ منتشرشد.بیشترین تغییرات در امنیت و آژورمایکروسافت اژر بوده است.
قطعا این ویندوز سرور بهترین و کاملترین ویندوز سرور معرفی شده تا کنون است که در زیر لیست  برتری ها و قابلیت های آن را مشاهده خواهید کرد.
1. امنیت چند لایه پیشرفته در ماژول امنیتی سرور ۲۰۲۲، محافظت جامعی را که سرورهای دنیای فناوری مدرن به آن نیاز دارند، فراهم می‌کند.
2. سرور ۲۰۲۲ بر سه اصل تأکید دارد: حفاظت پیشگیرانه، امنیت ساده‌سازی شده و دفاع پیشگیرانه.
3. TLS 1.3 و HTTPS در Windows Server 2022 به‌طور پیش‌فرض فعال هستند. معمولاً این کار از داده‌های مشتریانی که به سرور متصل می‌شوند محافظت کرده و الگوریتم‌های رمزنگاری منسوخ را حذف می‌کند.
4. همچنین امنیت را نسبت به نسخه‌های قدیمی‌تر افزایش می‌دهد و هدف آن اطمینان از حداکثر سطح رمزگذاری است.
5. ویژگی‌های جدید Admin Center در ویندوز سرور ۲۰۲۲ می‌توانند گزارش‌هایی در ارتباط با وضعیت کنونی Secured-core دهند.
6. روشی جدید برای نصب به‌روزرسانی‌ها در ماشین‌های مجازی Windows Server Azure Edition virtual machines یا همان VMs به نام Hotpatching وجود دارد که نیازی به راه‌اندازی مجدد سیستم پس از نصب ندارد.
7. بهبودهایی در پلتفرم Windows Container ایجاد شده است؛ از جمله سازگاری برنامه‌ها و Windows Container experience با Kubernetes.
8. مایکروسافت اج در جدیدترین نسخه ویندوز سرور گنجانده شده و جایگزین اینترنت اکسپلورر می‌شود.

### ویندوز سرور 2025
این ویندوز در حال حاضر توسط مایکروسافت در کانال قناری ارائه می شود و در حال توسعه است.

## کانال نیمه سالانه (SAC)
نسخه‌های سیستم عامل ویندوز سرور که با SAC عرضه می‌شوند، به مدت ۱۸ ماه توسط مایکروسافت پشتیبانی می‌شوند. هدف مایکروسافت در SAC، عرضه دو نسخه از ویندوز سرور در هر سال می‌باشد. این نسخه‌ها رابط کاربری گرافیکی محیط‌های دسکتاپ را شامل نمی‌شوند. در طی مراحل نصب این نسخه‌ها، تنظیمات مربوط به سرور کور و نانو سرور عرضه می‌شود.
سیستم‌های عامل کانال SAC، به عنوان بخشی از خدمات اشتراکی (subscription) در دسترس هستند. از جمله این خدمات اشتراک ویژوال استودیو،Azure Marketplace,، تضمین نرم‌افزار (تضمین نرم‌افزار (SwA) سطح اطمینانی است که “نرم‌افزار خالی از هرگونه آسیب‌پذیری است، چه آسیب‌پذیری‌هایی که به صورت عمدی در نرم‌افزار طراحی شده باشد، چه به‌طور تصادفی در هر زمان در طول عمر نرم‌افزار وارد آن شود، و این که نرم‌افزار به شیوه ای مورد نظر عمل می‌کند”) و سایر خدمات می‌باشند.
این کانال شامل سیستم‌های عامل زیر می‌باشد:
- ویندوز سرور، نسخه ۱۷۰۹ (سپتامبر ۲۰۱۷) این نسخه برای کاربران Microsoft Software Assurance با لایسنس ویندوز سرور ۲۰۱۶ فعال، ارائه شد.
- ویندوز سرور، نسخه ۱۸۰۳
- ویندوز سرور، نسخه ۱۸۰۹

ویرایش‌های خاص ویندوز سرور دارای اسمی اختصاصی هستند. به عنوان مثال، همه نسخه‌های ویندوز سرور تا به امروز دارای ویرایش Windows Storage Server بوده‌اند. از زمان پیدایش ویندوز سرور ۲۰۱۲، مایکروسافت ویرایش‌های کارآمد تری نظیر Standard و Datacenter را ارائه داد و بنابراین Windows Storage Server متوقف شد. مواردی نظیر ویندوز HPC سرور وWindows Home Server مثال‌های دیگری از این دست هستند.
مایکروسافت همچنین محصولات سرور دیگری نظیر ویندوز سرور Essentials (قبلا با عنوان Windows Small Business Server شناخته می‌شد)، ویندوز سرور Essential Business (که ادامه پیدا نکرد) و مجموعه ای از نرم‌افزارها، که شامل سیستم عامل ویندوز سرور محدود شده می‌شد، را تولید نموده‌است.

## توسعه
کاربران ویندوز سرور ممکن است از خدمات در محل یا رایانش ابری (cloud computing) استفاده کنند که هرکدام دارای مزایایی هستند.
با اختصاص بخشی از امور مدیریتی و امور مربوط به نگهداری سرور در وضعیت خوب و مناسب، به یک سرویس رایانش ابری نظیر وب سرویس آمازون یا مایکروسافت آژور، کاربران می‌توانند در ازای پرداخت مبلغی ماهانه بر اساس میزان استفاده، از هزینه‌های بسیار زیاد و ثابت امتناع کنند. علاوه بر این، زیر ساخت‌ها قابل اطمینان تر می‌شوند و تغییر میزان فضای آن‌ها در صورت لزوم راحت‌تر است. با این وجود، در بعضی موارد خاص خرید و راه اندازی یک سرور خانگی، زمانی که با هزینه کم مزایای بهتری می‌توان دریافت نمود، ممکن است انتخاب به صرفه تری باشد. در کاربردهای دیگری نظیر استفاده از ویندوز سرور به منظور مدیریت کامپیوترهای مشتریان در مراکز ارائه خدمات کامپیوتری، اجرای یک سرور فیزیکی نیاز است.